# Wereldkampioenschappen kunstschaatsen 1977
De Wereldkampioenschappen kunstschaatsen is een evenement dat georganiseerd wordt door de Internationale Schaatsunie.
Het WK toernooi van 1977 vond plaats in Tokio, Japan. Het was voor de eerste keer dat de Wereldkampioenschappen Kunstschaatsen in Azië plaatsvonden.
Voor de mannen was het de 67e editie, voor de vrouwen de 57e editie, voor de paren de 55e editie, en voor de ijsdansers de 25e editie.

## Historie
De Duitse en Oostenrijkse schaatsbond, verenigd in de "Deutscher und Österreichischer Eislaufverband", organiseerden zowel het eerste EK Schaatsen voor mannen als het eerste EK Kunstrijden voor mannen in 1891 in Hamburg, Duitsland, nog voor het ISU in 1892 werd opgericht. De internationale schaatsbond nam in 1892 de organisatie van het EK Kunstrijden over. In 1895 werd besloten voortaan de Wereldkampioenschappen kunstschaatsen te organiseren en kwam het EK te vervallen. In 1896 vond de eerste editie voor de mannen plaats. Vanaf 1898 vond toch weer een herstart plaats van het EK Kunstrijden.
In 1906, tien jaar na het eerste WK voor de mannen, werd het eerste WK voor de vrouwen georganiseerd en twee jaar later, in 1908, vond het eerste WK voor de paren plaats. In 1952 werd de vierde discipline, het WK voor de ijsdansers, eraan toegevoegd.
Er werden geen kampioenschappen gehouden tijdens en direct na de Eerste Wereldoorlog (1915-1921) en tijdens en direct na de Tweede Wereldoorlog (1940-1946) en in 1961 vanwege de Sabena vlucht 548 vliegtuigramp op 15 februari op Zaventem waarbij alle passagiers, waaronder de voltallige Amerikaanse delegatie voor het WK kunstrijden op weg naar Praag, om het leven kwamen.

## Deelname
Er namen deelnemers uit 17 landen deel aan deze kampioenschappen. Zij vulden 65 startplaatsen in. Er namen geen deelnemers uit België en Nederland aan deze kampioenschappen deel.
(Tussen haakjes het totaal aantal startplaatsen over de disciplines.)
| Verenigde Staten (11) Sovjet-Unie (10) Canada (7) Japan (5) West-Duitsland (5) Duitse Democratische Republiek (4) | Verenigd Koninkrijk (4) Australië (3) Italië (3) Oostenrijk (3) Finland (2) Frankrijk (2) | Tsjecho-Slowakije (2) Zuid-Korea (2) Hongarije (1) Zweden (1) Zwitserland (1) |

## Medailleverdeling
Bij de mannen veroverde Vladimir Kovalev zijn derde WK medaille, in 1972 werd hij derde en in 1975 tweede en dit jaar wereldkampioen. Jan Hoffmann veroverde zijn vierde WK medaille, in 1974 werd hij wereldkampioenen, in 1973 en 1976 derde en dit jaar tweede. Minoru Sano veroverde zijn eerste WK medaille, het was ook de eerste WK medaille voor Japan bij het kunstrijden.
Bij de vrouwen stond een geheel nieuw trio op het erepodium. In haar tweede jaar van deelname veroverde Linda Fratianne de wereldtitel. Anett Pötzsch werd tweede en Dagmar Lurz eindigde op de derde plaats.
Bij het paarrijden veroverde Irina Rodnina haar negende opeenvolgende wereldtitel, van 1969-1972 deed ze dit met partner Aleksej Oelanov, van 1973-1977 met partner Aleksandr Zajtsev. Het paar Irina Vorobieva / Alexandr Vlasov veroverden hun tweede WK medaille, in 1976 werden zij derde en dit jaar tweede. Het paar Tai Babilonia / Randy Gardner veroverden hun eerste WK medaille, zij werden derde.
Bij het ijsdansen veroverden Irina Moiseeva / Andrei Minenkov na 1975 voor de tweede keer de wereldtitel, het was hun derde WK medaille, in 1976  werden zij tweede. Janet Thompson / Warren Maxwell op de tweede plaats veroverden hun eerste WK medaille. Het paar Natalja Linitsjoek / Gennadi Karponossov op de derde plaats veroverden hun tweede medaille, in 1974 werden zij tweede.
| Discipline | Goud ·                            | Zilver ·                          | Brons ·                                  |
| ---------- | --------------------------------- | --------------------------------- | ---------------------------------------- |
| Mannen     | Vladimir Kovalev                  | Jan Hoffmann                      | Minoru Sano                              |
| Vrouwen    | Linda Fratianne                   | Anett Pötzsch                     | Dagmar Lurz                              |
| Paren      | Irina Rodnina / Aleksandr Zajtsev | Irina Vorobieva / Alexandr Vlasov | Tai Babilonia / Randy Gardner            |
| IJsdansen  | Irina Moiseeva / Andrei Minenkov  | Janet Thompson / Warren Maxwell   | Natalja Linitsjoek / Gennadi Karponossov |

## Uitslagen

### Mannen / Vrouwen
| Goud   | Vladimir Kovalev       | Vlag van Sovjet-Unie                    |        |
| Zilver | Jan Hoffmann           | Vlag van Duitse Democratische Republiek |        |
| Brons  | Minoru Sano            | Vlag van Japan                          |        |
| 4      | David Santee           | Vlag van Verenigde Staten               |        |
| 5      | Charles Tickner        | Vlag van Verenigde Staten               |        |
| 6      | Ronald Shaver          | Vlag van Canada                         |        |
| 7      | Yuri Ovchinnikov       | Vlag van Sovjet-Unie                    |        |
| 8      | Mitsuro Matsumura      | Vlag van Japan                          |        |
| 9      | Scott Cramer           | Vlag van Verenigde Staten               |        |
| 10     | Pekka Leskinen         | Vlag van Finland (1918-1978)            |        |
| 11     | Konstantin Kokora      | Vlag van Sovjet-Unie                    |        |
| 12     | Ronald Koppelent       | Vlag van Oostenrijk                     |        |
| 13     | Kurt Kurzinger         | Vlag van Duitsland                      |        |
| 14     | Brian Pockar           | Vlag van Canada                         |        |
| 15     | Jean-Christophe Simond | Vlag van Frankrijk                      |        |
| 16     | William Schober        | Vlag van Australië                      |        |
| 17     | Soo Bong-han           | Vlag van Zuid-Korea                     |        |
| -      | Robin Cousins          | Vlag van Verenigd Koninkrijk            | t.z.t. |

| Goud   | Linda Fratianne           | Vlag van Verenigde Staten               |  |
| Zilver | Anett Pötzsch             | Vlag van Duitse Democratische Republiek |  |
| Brons  | Dagmar Lurz               | Vlag van Duitsland                      |  |
| 4      | Barbara Smith             | Vlag van Verenigde Staten               |  |
| 5      | Wendy Burge               | Vlag van Verenigde Staten               |  |
| 6      | Susanna Driano            | Vlag van Italië                         |  |
| 7      | Elena Vodorezova          | Vlag van Sovjet-Unie                    |  |
| 8      | Lynn Nightingale          | Vlag van Canada                         |  |
| 9      | Marion Weber              | Vlag van Duitse Democratische Republiek |  |
| 10     | Denise Biellmann          | Vlag van Zwitserland                    |  |
| 11     | Claudia Kristofics-Binder | Vlag van Oostenrijk                     |  |
| 12     | Emi Watanabe              | Vlag van Japan                          |  |
| 13     | Heather Kemkaran          | Vlag van Canada                         |  |
| 14     | Garnet Östermeier         | Vlag van Duitsland                      |  |
| 15     | Karena Richardson         | Vlag van Verenigd Koninkrijk            |  |
| 16     | Susan Broman              | Vlag van Finland (1918-1978)            |  |
| 17     | Robyn Burley              | Vlag van Australië                      |  |
| 18     | Marie-Claude Bierre       | Vlag van Frankrijk                      |  |
| 19     | Franca Bianconi           | Vlag van Italië                         |  |
| 19     | Hyun Joo-lee              | Vlag van Zuid-Korea                     |  |
| 21     | Lotta Crispin             | Vlag van Zweden                         |  |

### Paren / IJsdansen
| Goud   | Irina Rodnina Aleksandr Zajtsev   | Vlag van Sovjet-Unie                    |  |
| Zilver | Irina Vorobieva Alexandr Vlasov   | Vlag van Sovjet-Unie                    |  |
| Brons  | Tai Babilonia Randy Gardner       | Vlag van Verenigde Staten               |  |
| 4      | Marina Cherkasova Sergei Shakhrai | Vlag van Sovjet-Unie                    |  |
| 5      | Manuela Mager Uwe Bewersdorf      | Vlag van Duitse Democratische Republiek |  |
| 6      | Ingrid Spieglova Alan Spiegl      | Vlag van Tsjechië                       |  |
| 7      | Gail Hamula Frank Sweiding        | Vlag van Verenigde Staten               |  |
| 8      | Susanne Scheibe Andreas Nischwitz | Vlag van Duitsland                      |  |
| 9      | Sheryl Franks Michael Botticelli  | Vlag van Verenigde Staten               |  |
| 10     | Sherri Baier Robin Cowan          | Vlag van Canada                         |  |
| 11     | Gabrielle Beck Jochen Stahl       | Vlag van Duitsland                      |  |
| 12     | Elizabeth Cain Peter Cain         | Vlag van Australië                      |  |
| 13     | Kyoko Hagiwara Sumio Murata       | Vlag van Japan                          |  |

| Goud   | Irina Moiseeva Andrei Minenkov         | Vlag van Sovjet-Unie         |  |
| Zilver | Janet Thompson Warren Maxwell          | Vlag van Verenigd Koninkrijk |  |
| Brons  | Natalja Linitsjoek Gennadi Karponossov | Vlag van Sovjet-Unie         |  |
| 4      | Krisztina Regöczy Andras Sallay        | Vlag van Hongarije           |  |
| 5      | Marina Zueva Andrei Vitman             | Vlag van Sovjet-Unie         |  |
| 6      | Susan Carscallen Eric Gillies          | Vlag van Canada              |  |
| 7      | Kay Barsdell Kenneth Foster            | Vlag van Verenigd Koninkrijk |  |
| 8      | Liliana Rehakova Stanislav Drastich    | Vlag van Tsjechië            |  |
| 9      | Judi Genovesi Kent Weigle              | Vlag van Verenigde Staten    |  |
| 10     | Lorna Wighton John Dowding             | Vlag van Canada              |  |
| 11     | Isabella Rizzi Luigi Freroni           | Vlag van Italië              |  |
| 12     | Susan Kelley Andrew Stroukoff          | Vlag van Verenigde Staten    |  |
| 13     | Susi Handschmann Peter Handschmann     | Vlag van Oostenrijk          |  |
| 14     | Misa Kage Masanori Takeda              | Vlag van Japan               |  |